# 酒石彎貝介
酒石彎貝介（学名：Loxoconcha tarta）为彎貝介科彎貝介屬下的一个种。